# Machmur
Machmur (kurdisch مەخموور Mexmûr; arabisch مخمور, DMG Maḫmūr) ist eine Stadt im gleichnamigen Distrikt der hauptsächlich von Kurden bewohnten irakischen Gouvernements Erbil. Sie befindet sich südwestlich der Stadt Erbil, der Hauptstadt der Autonomen Region Kurdistan. Der ganze Distrikt gehört zu den umstrittenen Gebieten des Nordiraks, auf denen die Regierung Kurdistans Anspruch erhebt.

## Kurdisches Flüchtlingslager Machmur
Das kurdische Flüchtlingslager Machmur befindet sich im Distrikt Machmur, inmitten des Dreiecks Mossul – Kirkuk – Erbil.
1993 waren ganze Dörfer, insgesamt ungefähr 17.000 Menschen, aus der Gegend um Mardin, Hakkâri und Şırnak (Südosttürkei) vor den Kämpfen zwischen der türkischen Armee und der PKK über die Grenze in den Nordirak geflohen und hatten sich vorübergehend in verschiedenen Flüchtlingslagern niedergelassen. Die UNO sprach ihnen 1994 den Flüchtlingsstatus zu und brachte die Menschen im Lager Etrus unter. Von dort aus flüchteten die Menschen in Eigeninitiative nach Machmur in der Nähe der Stadt Mossul, die unter irakischer Kontrolle steht. Es wurde 1998 eröffnet und ist der Zufluchtsort von bis zu 12.000 kurdischen Flüchtlingen aus der türkischen Region Südostanatolien, die in den 1990er Jahren während der Kämpfe zwischen der türkischen Armee und der kurdischen PKK geflohen sind. Machmur ist eine der stärksten Basen der PKK im Irak, und viele der Bewohner von Machmur schlossen sich der PKK an.
Seit 1998 steht Machmur offiziell unter dem Schutz und der Kontrolle des UNHCR sowie der irakischen Regierung. Es ist das siebte Lager für die aus der Türkei geflohenen Menschen.
In Machmur konnten mit der Hilfe des UNHCR sieben Schulen funktionsfähig gemacht werden. Bis zu einem offiziellen Verbot im Oktober 2001 wurde dort in Kurmandschi, eine Sprache der überwiegend in der Türkei lebenden Kurden, unterrichtet. Im Jahre 2011 wurde ein mehrere Monate dauernder Prozess, mit dem 10.240 Flüchtlingen offizielle Ausweispapiere ausgestellt wurde, abgeschlossen.
Anfang August 2014 kam es im Zuge der Irakkrise zu Kämpfen zwischen dem IS und kurdischen Kräften der Peschmerga und der PKK um die Vorherrschaft über Machmur. Der IS eroberte Machmur am 7. August, bis am 10. August die Peshmerga und die PKK-Kämpfer mit Luftunterstützung der USA zurückkehrten. Seit den irakisch-kurdischen Kämpfen vom Oktober 2017 befindet sich Machmur wieder unter Kontrolle der irakischen Regierung.

## Bedeutende Persönlichkeiten
- Adschil Dschalal Ismail Jussif (* 1948), stellvertretender irakischer Parlamentspräsident (1996–2003)